# Limonium oleifolium
Espèce
Classification phylogénétique
Synonymes
- Taxanthema virgata (Willd.) Sweet[1]
- Taxanthema oleifolia (Mill.) Sweet[1]
- Statice virgata Willd.[1]
- Statice smithii Ten.[1]
- Statice oleifolia (Mill.) Scop.[1]
- Statice dubia Andrews ex Guss.[1]

Limonium oleifolium est une espèce de plante de la famille des Plumbaginaceae et du genre Limonium.

## Répartition
Limonium oleifolium est présente dans les sols salés et sableux le long de la mer Méditerranée, dans le Languedoc, en Espagne, en Algérie et en Israël.

## Taxonomie
L'espèce comprend les sous-espèces suivantes :
- L. o. dictyocladum
- L. o. sardoum

## Parasitologie
La feuille a pour parasites Agdistis meridionalis, Agdistis frankeniae, Agdistis bennetii.